# Sofía Parnok
Sofía Yákovlevna Parnok (11 de agosto de 1885 – 26 de agosto de 1933) (en ruso, София Яковлевна Парнок) fue una poetisa, periodista, y traductora rusa, hermana del poeta Valentín Parnok y de la autora de literatura infantil Yelizaveta Tarajóvskaya.

## Vida
Sofía Parnok nació en la ciudad de Taganrog, en la familia de un ruso sefardí de profesión farmacéutico. Estudió en el Liceo para niñas Emperatriz María Taganrog entre 1894 y 1903. Viajó por Europa y estudió seguidamente en el Conservatorio de Ginebra, aunque la falta de fondos económicos la obligaron a volver a Taganrog en 1904. A finales de 1904 ingresó en el Conservatorio de San Petersburgo, pero abandonó los estudios y regresó a Ginebra, donde tuvo su primera experiencia como autora de teatro con la obra El sueño. En junio de 1906, volvió a Taganrog. En 1907 se casó con Vladímir Volkenstein y se trasladó a San Petersburgo. En enero de 1909, Parnok se divorció de su marido y se trasladó a Moscú.

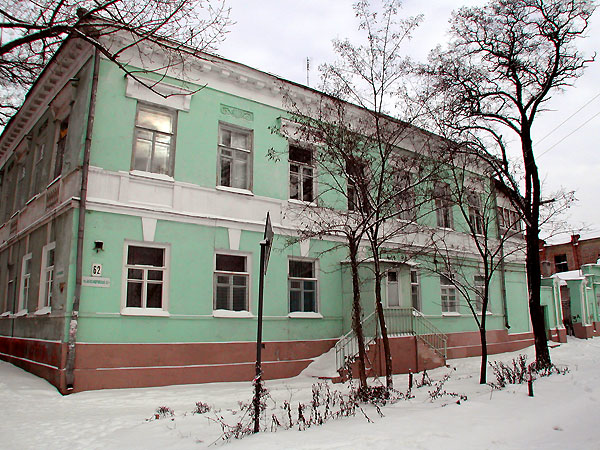
Casa natal de los Parnok en Taganrog.

A comienzos de la I Guerra Mundial, conoció a la joven poetisa Marina Tsvetáyeva, con quien vivió un apasionado romance que dejó importantes rastros en la poesía de ambas mujeres. El primer y tardío libro de versos de Parnok, Poemas, se editó poco después de que rompiera con Tsvetáyeva en 1916. La lírica de Poemas presenta el deseo lésbico por primera vez de forma no decadente en un libro de poesía ruso.
Parnok se fue de Moscú a finales del verano de 1917 y pasó los años de la Guerra Civil Rusa en la ciudad de Sudak, en Crimea. Allí escribió una de sus piezas maestras, el poema dramático y libreto para la opera en cuatro actos de Aleksandr Spendiaryán, Almast («Алмаст»), que fue un gran éxito en el Teatro Bolshói, en Moscú, en 1930, y luego en Odesa, Tiflis, Taskent, Ereván y en París (1952).
Entre 1910 a 1917, Parnok trabajó como periodista bajo el seudónimo de Andréi Polianin, específicamente elegido para separar su obra literaria del periodismo.
Sofía Parnok es autora de varias colecciones de poemas, Rosas de Pieria (1922), La viña (1923), Música (1926) y A media voz (1928). La censura soviética decidió muy pronto que la voz poética de Parnok era «ilícita» y a partir de 1928 ya no pudo publicar. Se ganó la vida traduciendo poemas de Charles Baudelaire y novelas de Romain Rolland, Marcel Proust, Henri Barbusse y otros. 
Parnok murió de un ataque al corazón en un pueblo cerca de Moscú el 26 de agosto de 1933. A finales de la década de 1930, la editorial Escritor Soviético publicó una colección de sus poemas.

### Citas
1. ↑  Burgin, 1994, p. 18.
2. ↑  Мурашова, 2013.
3. ↑  Burgin, 1994, pp. 16–17.
4. ↑  Burgin, 1994(b), p. 485.
5. ↑  Burgin, 1994, p. 44.
6. ↑  Burgin, 1994, p. 20.
7. 1 2  Burgin, 1994(b), p. 486.
8. ↑  Burgin, 1994, p. 35.
9. ↑  Burgin, 1994, pp. 25–26.
10. ↑  Burgin, 1994, p. 93.
11. ↑  Burgin, 1994, p. 23.
12. ↑  Shrayer, 2015, p. 200.